# Congratulations (singolo MGMT)
Congratulations è un singolo del gruppo musicale statunitense MGMT, pubblicato nel 2010 ed estratto dal loro secondo album in studio Congratulations.

## Tracce
- Download digitale

1. Congratulations (album version) – 3:55
2. Congratulations (Erol Alkan remix) – 6:35